# Lorenzo Nannoni
Lorenzo Nannoni (Firenze, 1749 – Firenze, 14 agosto 1812) è stato un chirurgo italiano, figlio di Angelo Nannoni e padre di Giuseppe Nannoni.
Tenuto in grande considerazione dal Granduca di Toscana Pietro Leopoldo, fu direttore dell'Ospedale degli Innocenti di Firenze. Oltre che nella chirurgia ottenne notevoli successi anche nell'insegnamento. Come il padre, scrisse molti trattati medici.

## Biografia

### Nascita e formazione
Lorenzo Nannoni ebbe la fortuna di nascere in una famiglia in cui la chirurgia era radicata da generazioni. Nacque a Firenze nel 1749. Suo padre era uno dei chirurghi più in vista dell'epoca. Ricevette un'ottima educazione fin dagli anni dei primi studi elementari. A dimostrazione del suo costante impegno profuso nell'apprendimento e nel conseguimento dei suoi obiettivi, non appena si laureò, ottenne subito un posto di lavoro in cui praticare la sua professione di chirurgo.

### La carriera e gli incarichi lavorativi
Nel 1776, non appena laureato, ricevette la carica di chirurgo sostituto dell'Ospedale di Santa Maria degli Innocenti a Firenze. Dopo aver assolto questo impegno con grande applicazione, ottenne dal granduca Pietro Leopoldo l'autorizzazione a viaggiare per l'Europa, insieme ad altri medici quali Felice Fontana, Giovanni Fabbroni e Giorgio Santi, con lo scopo di apprendere le nuove tecniche chirurgiche che erano in via di perfezionamento. Fece quindi tappa sia in Francia che in Inghilterra. Una volta tornato in Italia fu chiamato a ricoprire il posto di Lettore e Dimostratore d'Operazioni Chirurgiche. Nel 1780 iniziò a lavorare come chirurgo nell'Ospedale vecchio di San Giovanni di Dio. Prese il posto di Natale Carloni. Nel 1790 il padre, Angelo Nannoni mancò, e il granduca Pietro Leopoldo, appena appresa la notizia, lo designò come erede del posto paterno di Lettore e dimostratore d'Operazioni chirurgiche presso l'Arcispedale di Santa Maria Nuova. La sua attività di chirurgo e scrittore fu interrotta dal sopraggiungere della morte, che lo colpì il 14 agosto 1812, all'età di 63 anni.

## Il suo forte impegno nello scrivere
Man mano che passavano gli anni aumentava anche la sua esperienza. Iniziò pertanto a scrivere molti trattati e libri sulla medicina e sulla chirurgia.

### Gli scritti di carattere chirurgico
Il primo scritto che apparve per mano di Lorenzo Nannoni, nel 1780, fu dedicato al suo caro amico granduca Pietro Leopoldo. Esso è intitolato "Una dissertazione sulla cateratta". In esso viene esaminata la lesione oculare indotta artificialmente con l'acido muriatico. Vengono inoltre esaminate le tecniche mediche e chirurgiche per la sua risoluzione. Una seconda opera venne data alle stampe nel 1781 con il titolo "Rigenerazione delle parti similari costituenti il corpo umano".  In essa Nannoni si espresse in modo favorevole riguardo ad un dibattito molto in voga in quel periodo, ovvero la rigenerazione di parti umane e animali.

### Il caso di Filippo Chiari
Molto particolare è il suo trattato risalente al 1782, dal titolo "Istoria di un agnello a due teste". Il contenuto di questo opuscolo è deducibile dalla memoria intitolata "Sopra un agnello mostruoso", che Nannoni recapitò a Luigi Fiorilli, medico praticante nell'Ospedale vecchio di San Giovanni di Dio. Il contenuto di quest'ultima trattava della descrizione anatomica di un aborto mostruoso. In essa si propone una esauriente analisi della struttura ossea e muscolare, ma anche nervosa dell'animale, parallelamente ad uno studio sulla rigenerazione delle parti, effettuato attraverso sperimentazioni zootomiche e osservazioni cliniche praticate nell'Ospedale vecchio di San Giovanni di Dio. Molto collegato a questo studio fu il caso dell'orefice fiorentino Filippo Chiari, che era stato colpito, in seguito al danneggiamento dell'apparato dentario, da suppurazione continua nella regione mascellare destra. Dopo aver operato la parte danneggiata, Nannoni si accorse della presenza di una nuova emimascella, il cui condilo combaciava perfettamente con l'osso temporale, in modo così perfetto da far effettuare al malato i movimenti di elevazione, rotazione e abbassamento della mandibola. In base a questa sua scoperta, Nannoni si pronunciò a favore della "rigenerazione delle parti similari", ossia della rigenerazione di ossa, vasi sanguigni, linfatici, nervi, muscoli e mucose.

### Pubblicazioni di studi sulla sifilide
Nel biennio compreso tra il 1784 e il 1785, Nannoni elaborò due "Memorie sul morbo sifilitico", nelle quali mostrò che l'assorbimento dell'unguento utilizzato per alleviare i sintomi della malattia, era facilitato dalle cosiddette "unzioni senza confricazione".

### Trattati sull'ostetricia, sull'anatomia e sulla fisiologia
Nel 1785 concluse e pubblicò il "Trattato di chirurgia teorico-pratica, con un corso completo di ostetricia". L'opera, sviluppata in sei tomi, presenta una classificazione di osservazioni anatomo-patologiche che avevano come scopo quello di provare che la febbre puerperale era una conseguenza dell'infiammazione post partum del peritoneo. Nel 1788 poi, si dedicò ad un trattato dal titolo "Trattato di Anatomia e Fisiologia", diviso in tre volumi e contenente anche molte illustrazioni di anatomia comparata.

### Il trattato sull'idrocele
La sua ultima opera venne pubblicata nel 1790. Portava il titolo di "Trattato sull'idrocele". In esso si analizzano i diversi metodi di cura chirurgica, con preferenza netta per l'incisione descritta da Aulo Cornelio Celso.

## Scritti principali
- "Trattato sull'idrocele", Tipografia Imperiale Del Monastero Di S. Ambrogio Maggiore, Milano 1779
- "Dissertazione sulla cateratta", Tipografia Imperiale Del Monastero Di S. Ambrogio Maggiore, Milano 1780
- "Istoria di un agnello a due teste", Firenze 1782
- "Del veleno-venereo. Giudizio di Lorenzo Nannoni chirurgo della reale gran ducale corte di Toscana", Stamperia degli Eredi Pecchioni, Firenze 1784, pp. 41
- "Memorie sul morbo sifilitico", Stamperia Di Luigi e Benedetto Bindi, Siena 1784
- "Trattato di chirurgia teorico-pratica, con un corso completo di ostetricia", Stamperia Bindi, Firenze 1785
- "Trattato d'anatomia, fisiologia e zootomia", Stamperia Di Luigi e Benedetto Bindi, Firenze 1788